# Anton, Sofia
Anton (în bulgară Антон) este un sat în comuna Anton, regiunea Sofia,  Bulgaria. 

## Demografie
Componența etnică a satului Anton
     Bulgari (87,99%)
     Nicio identificare (9%)
     Romi (2,31%)
     Turci (0,18%)
     Altele (0,5%)
La recensământul din 2011, populația satului Anton era de 1.599 locuitori. Din punct de vedere etnic, majoritatea locuitorilor (87,99%) erau bulgari, cu o minoritate de romi (2,31%). Pentru 9,0% din locuitori nu este cunoscută apartenența etnică.